# Honda Silver Wing 600
Il Silver Wing 600 è un Maxi-scooter prodotto dalla casa giapponese Honda dal 2001 al 2009.

## Storia
Tra il 1978 e il 1983 Honda aveva già commercializzato una serie di moto con il nome Silver Wing, conosciute anche come GL500 e GL650. Nell'ottobre del 2000, all'Intermot di Monaco di Baviera, lo stesso nome venne utilizzato per il nuovo maxi scooter. Diversamente dalle classiche soluzioni adottate dalla concorrenza  - motore monocilindrico oscillante vincolato alla sospensione - il Silver Wing presentava un motore da 600 cm³ a due cilindri paralleli fisso al telaio e non oscillante, in grado di sviluppare 51 CV.
Al momento della commercializzazione il solo avversario per simile soluzione tecnica era lo Yamaha Tmax. Qualche tempo dopo uscirà anche il Suzuki Burgman 650.
Dotato di telaio a tubi di acciaio, interasse da 1595 mm e peso di 230 kg, il Silver Wing ha ricevuto nel tempo alcuni accorgimenti come l'adozione dell'ABS nel 2003. Nel 2006, riducendo la cilindrata a 399 cm³, è stato proposto come Honda Silver Wing 400, con riduzione di potenza a circa 38 CV e vantaggi per la guida in alcuni paesi con restrizioni sulla patente. In Italia il successo in questo segmento ha sovrastato le vendite rispetto alla versione 600 e per questo motivo nel 2009 Honda ha interrotto la vendita del Silver Wing 600. Nello stesso anno è stato effettuato anche un sostanzioso restyling del Silver Wing 400, ribattezzato SW-T400. Nonostante le grosse differenze estetiche, il modello era praticamente identico sotto la carenatura, salvo piccoli accorgimenti tecnici.
Nel 2011 Honda è tornata a commercializzare la versione 600 usando la livrea del più recente SW T-400. Le differenze estetiche tra l'SW T-400 e l'SW T-600 sono le pinze dei freni verniciate in oro e lo scudo anteriore verniciato in nero. I dettagli tecnici del motore sono rimasti gli stessi del 2009, 51CV a 7.500 giri/minuto Euro3.

## Motore
Il motore del Silver Wing 600 ha cilindrata di 582 cm³ con alesaggio di 72 mm e corsa di 71,5 mm. La distribuzione è di 4 valvole per cilindro con doppio albero a camme ed è dotato di due contralberi rotanti per contenere le vibrazioni. Quando fu immesso nel mercato, nel 2001, rispondeva alla normativa sulle emissioni Euro 1 ed era in grado di sviluppare 50 CV a 7.000 giri/minuto. Per rispondere alle nuove normative Euro 3, questi valori sono stati modificati fino ai 51 CV a 7.500 giri/minuto.